# Toxophora deserta
Toxophora deserta är en tvåvingeart som beskrevs av Paramonov 1933. Toxophora deserta ingår i släktet Toxophora och familjen svävflugor. Inga underarter finns listade i Catalogue of Life.